# بينار ألتوغ
بينار ألتوغ (بالتركية: Pınar Altuğ)‏ هي ممثلة ومذيعة وعارضة أزياء سابقة وملكة جمال تركية ولدت في يوم 2 سبتمبر 1974 في إسطنبول. تم اختيارها كملكة جمال تركيا لسنة 1994 وأكملت تعليمها بجامعة إسطنبول بدراسة الاتصالات. بدأت التمثيل في سنة 2000 واشتهرت بالتمثيل في مسلسل Çocuklar Duymasın من سنة 2010 حتى سنة 2019.